# Jean-Paul Thaéron
Jean-Paul Thaéron, né le 11 janvier 1953 à Concarneau, est un artiste plasticien français.
Il développe par l’imaginaire une recherche qui s’appuie sur une forte présence de la nature. Le travail de la couleur vivement privilégiée conduit à la création d’un jardin vivant de formes. Peinture, sculpture, image numérique forment un ensemble de médiums qui participent d’un univers où la métamorphose devient productive. Ses œuvres sont présentes dans des collections privées et publiques en France, en Espagne, en Allemagne, au Danemark, aux États-Unis. Il a réalisé récemment du mobilier liturgique ainsi que des vitraux d’église.
Il vit et travaille à Lanrivoaré.

## Biographie
- 1953 naissance à Concarneau.

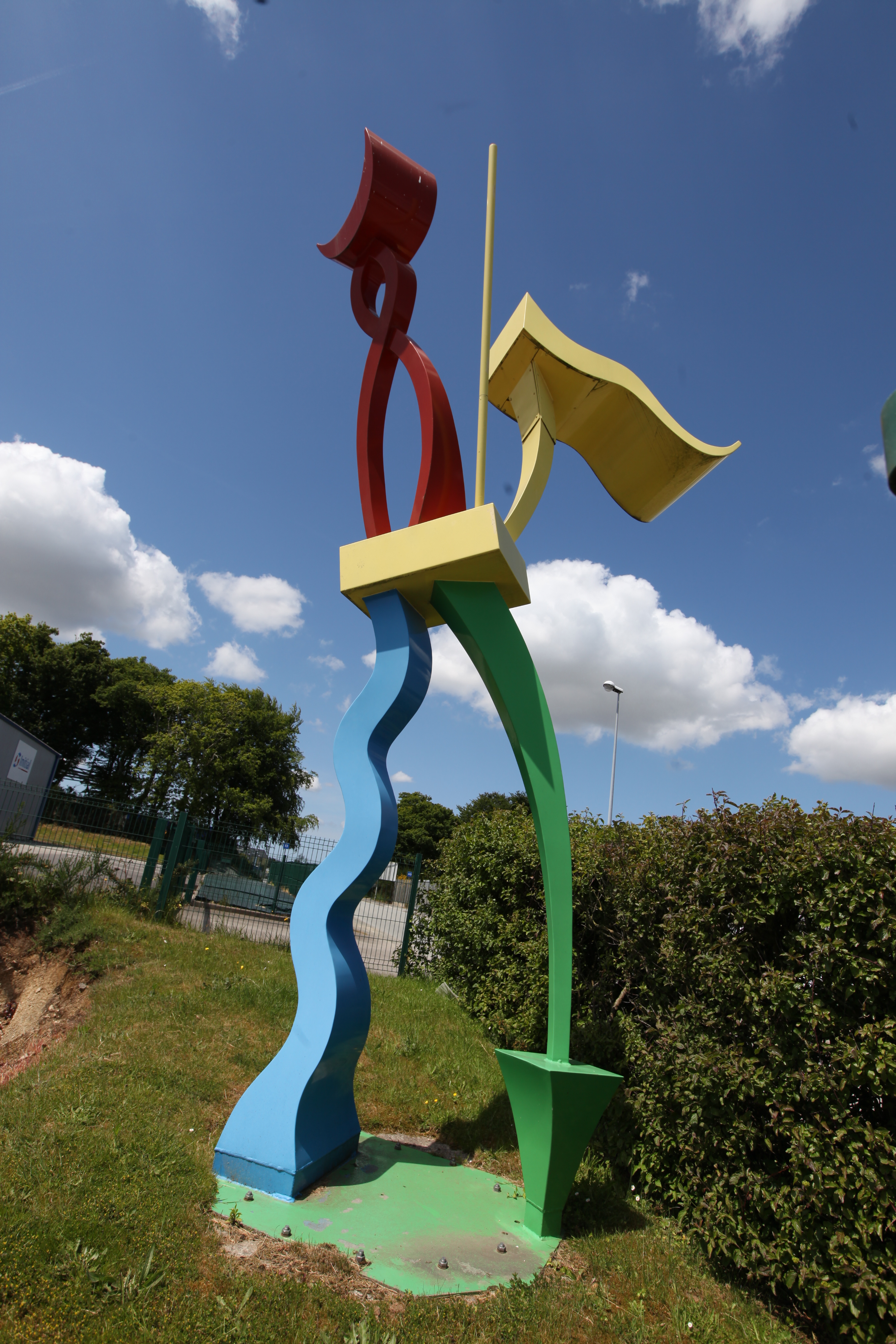
Au travail, 1992. Zone industrielle de Kergaradec. Rue Victor-Grignard. Guipavas

- 1975 diplôme national des beaux-arts.
- 1978-1981 participe aux activités du groupe Finistère.
- 1982 bourse de séjour en Allemagne (OFAJ).
- 1986 construction d’un grand atelier à Lanrivoaré.
- Depuis 1990 Professeur de couleur/peinture à l’École européenne supérieure d’art de Bretagne - site de Brest.
- 1998 prix à la création artistique. Conseil régional de Bretagne.
- 1999 ouverture d’un site Internet http://www.thaeron.net.
- 2002 édition d'un CD interactif qui présente de façon exhaustive l'œuvre de Jean-Paul Thaéron.
- 2004 grand prix du prestige européen ; Fondation européenne.
- 2005 à 2010 Artiste intervenant au conservatoire des Arts et Métiers Multimédias de Bamako, Mali.

## Œuvres
« Les œuvres de Jean-Paul Thaéron suggèrent un récit inachevé où les questions qui restent quand les sculptures sont offertes au regard sont les mêmes qui étaient au départ de l'œuvre, avant l'objet lui-même. C'est comme si la découpe des bois, les ponçages, les collages et les multiples voiles de peintures n'épuisaient en rien l'allégresse du questionnement. On y retrouve l'allégresse et l'enthousiasme. Les œuvres de Jean-Paul Thaéron ne détournent jamais leur regard, un regard lumineux qui n'est pas sans lucidité. »

— Ouest-France, été 1991

« Jean-Paul Thaéron a interrogé Matisse, Miró, le surréalisme. Il en reste l'espace de la peinture découpée en masse, le dessin et la couleur traités par le volume, une certaine abstraction de la forme. Il en reste aussi l'aspect ludique et l'imaginaire, ce monde de la resouvenance d'un paradis qui a dû se perdre, mais que certains peuvent encore retrouver. 

Parallèlement à ses sculptures, Jean-Paul Thaéron n'a jamais cessé de peindre. Ces tableaux trouvent aujourd'hui leur complète autonomie. Monde de l'émerveillement et des couleurs, l'exposition de cet artiste mérite l'attention. »

— Le Télégramme, été 1991

### Expositions personnelles
- 1982 Galerie André, Berlin.
- 1984 Galerie Zabriskie, Paris.
- 1989 Centre culturel Le Quartz, Brest.

Centre d'action culturelle, Saint-Brieuc.
- 1990 Espace l'Orient, Lorient.
- 1991 Centre d'art Les halles, Douarnenez.
- 1992 Musée des Jacobins de Morlaix.
- 1996 Centre culturel de Kéranden, Landerneau.
- 1998 Maison de la Fontaine, Brest.

Château de Kerjean, Saint-Vougay, Finistère.
- 1999 Concert exposition avec Champ libre quartet au cabaret Vauban, Brest.

Exposition Tyvek à Dunkerque.
- 2000 Parc naturel régional d'Armorique, Ménez-Meur, Hanvec.
- 2001 Centre d'art de Douarnenez.
- 2002 Centre d'art passerelle, Brest.
- 2004 L'art dans les chapelles, chapelle Saint-Nicodème, Guénin.
- 2010 Centre culturel l'Arcadie, Ploudalmézeau.

Fondation Bon Sauveur, Bégard.
- 2011 Centre des Arts André Malraux, Douarnenez.
- 2013 Jean-Paul Thaéron, la métamorphose des formes, musée de Morlaix.
- 2020 Thaéron in Wonderland[1] sur One Arty Gallery.

### Expositions collectives
- 1976 Salon de la Jeune Peinture, Musée du Luxembourg, Paris.
- 1979 Peinture pour le mauvais temps, Brest.

La peinture interroge l'espace, Daoulas.
- 1980 Groupe Finistère, musée de Morlaix.

Salon international d'art, musée de Toulon.
- 1982 Le relief mural en France, galerie Zabriskie, Paris.

Réseau Art, Art Prospect, Paris.
Natur, zukunst oder reservat, musée de Lunebourg.
Galerie J. et J Donguy, Paris.
Farbe und Bewegung, Galerie André, Berlin.
- 1983 Cinq artistes en France, Galerie Zabriskie, Paris.

Nécessités, Château de la Roche-Jagu, Ploëzal.
Qu'importe si c'est bien, OFAJ, Bonn, Marseille.
Berliner Block, Internationaler Kunstmarkt, Cologne.
- 1984 Batho, Léocat, Thaéron, Barbentane.
- 1985 Décrire la couleur, Frac Bretagne, musée de Morlaix.

Korrespondenzen, Kunstverein Springhornof, Neuenkirchen.
Ils sont passés par ici, chapelle de La Tour d'Auvergne, Quimper.
- 1989 Centre culturel d'Agía Paraskeví, Grèce.

Galerie du Sallé, Quimper.
- 1990 Alliages, centre culturel Le Quartz, Brest.

Courants d'Art, galerie J. et J. Donguy, Paris.
- 1992 Sculpteurs dans la ville, Saint-Jean-de-Braye.

Image, signe, métamorphoses, musée de l'abbaye, Landévennec.
Human rivers, Sheffield.
Sculpture sculptures, Merdrignac.
- 1997 Prague, artiste invité, château de Beaumanoir, Quintin.
- 1998 Ateliers d'Art, Douarnenez.

Centre culturel Le Quartz, Brest.
- 1999 À l'ouvert du monde, galerie du Faouédic, Lorient.

Paris Expo, Parc des expositions, porte de Versailles, Paris.
- 2000 Galerie des Arts, Lailly-en-Val.
- 2001 Galerie Écart, Betton.

Vern Volume, Vern-sur-Seiche.
- 2002 Surfaces picturales, Centre d'art Passerelle, Brest.
- 2004 L'art dans les chapelles, chapelle Saint-Nicodème, Guénin et Pontivy.
- 2007 Galerie ACDC, Brest.

Galerie L'Archipel, Dunkerque.
- 2008 Galerie Defrost, Paris.
- 2009 Galerie Le K°, Huelgoat.

Atelier Archipel, Arles.
La nuit de la veille, Arles.
- 2010 Atelier Archipel, Arles.

### Commandes
- 1989 Réalisation de sculptures, Quadrille, pour la gare de Brest (commande de la communauté urbaine de Brest).
- 1991 Réalisation d'une sculpture, Grande jaune, pour la ville de Plouzané (commande du conseil général du Finistère).
- 2000 Réalisation de deux sculptures pour l'espace urbain (commande de la ville de Lanrivoaré).
- 2005 Création de mobilier liturgique pour l'église du Juch en Finistère.
- 2010 Création de vitraux pour l'église paroissiale de Névez[2].

### Collections publiques et privées
- Musée des Jacobins, Morlaix.
- FRAC Bretagne.
- Musée des Beaux-Arts, Dijon.
- Parc naturel régional d'Armorique.
- Dehimi industrie, Brest.

### CD/DVD
- 2002 Jean-Paul Thaéron, cédérom.